# Muhàmmad ibn Marwan
Abu-Abd-ar-Rahman Muhàmmad ibn Marwan ibn al-Hàkam fou un príncep omeia fill del primer califa de la branca marwànida, Marwan ibn al-Hàkam (684–685) i germanastre d'Abd-al-Màlik ibn Marwan (685–705). Era fill d'una esclava i fou general i governador.
El 684/685 fou enviat pel seu pare a la Jazira per assegurar el control d'Armènia a la que va fer una incursió el 684 o 685. El 691 manava l'avantguarda de l'exèrcit omeia a la batalla de Dayr al-Djathalik quan Mússab ibn az-Zubayr fou derrotat. El 692/693 fou governador militar (ostikan) d'Armènia i la Jazira fins al 695. El 693, cridats pel governador romà d'Orient Simbaci II Bagratuní, els àrabs van enviar un exèrcit dirigit per Muhàmmad ibn Marwan que va restablir el domini del califa, als que el prefecte romà d'Orient Symbatios va entregar el país. Va derrotar els romans d'Orient a Sebaste o Sebastopolis (Capadòcia o Cilícia). Els àrabs van designar prefectes per controlar el país. Muhammad fou derrotat pels khàzars vinguts del Caucas, però el seu nebot Màslama els va poder rebutjar més tard. El 694 va derrotar el romans d'Orient a Marash.
El 695 Muhammad va tornar a Síria i va deixar com ostikan (prefecte) al seu lloctinent Abd-Al·lah ibn Hàtim al-Bahilí. El 697-698 va anar al Caucas i va penetrar fins a Derbent. Va capturar l'illa de Sevan que va fer el seu centre d'operacions.
El 701 Muhammad fou enviat en ajut del governador de l'Iraq i Orient al-Hajjaj ibn Yússuf con el rebel Ibn al-Àixath i després de la batalla de Dayr al-Djamadjin va representar al califa en les converses juntament amb el seu nebot Abd-Al·lah ibn Abd-al-Màlik.
Altra vegada Armènia en poder dels romans d'Orient des del 698, el califa Abd-al-Màlik va enviar els seus lloctinents Muhàmmad ibn Marwan i Uqba a Armènia vers el 702. Entre el 702 i el 703 el seu lloctinent va fer intenses operacions s Armènia i finalment va acceptar la submissió dels nakharark que es van rendir sense lluita. Muhammad va tornar a ser governador del 702 al 706. El patriarca o catolicós Ishak o Isaac III d'Arqunachen va anar a veure al califa per intercedir, i va morir durant el viatge (703). Però les seves súpliques van servir perquè no hi hagués represàlies.
El 705 el nou califa Abd al-Walid va decidir eliminar els nakharark. Simbaci II Bagratuní, assabentat del projecte, va demanar ajut a l'Imperi Romà d'Orient. Forces gregues i de Simbaci es van ajuntar i van avançar cap a Vanand però foren desfetes per Muhàmmad ibn Marwan prop de Drakhpet. El califa va encarregar llavors de l'eliminació dels nakharark al governador de Nakhtxivan, Qasim. 1200 nakharark van ser cridats i per sorpresa tancats a una església de Nakhtxivan i una de Khram (al sud de Nakhtxivan, a la riba de l'Araxes) a les que es va calar foc. Entre els morts cal esmentar a Simbaci III Bagratuní de Baspracània, Gregori i Kurion Arzeruni i Varaz Shapuh Amatuni. Els seus fills foren portats a Damasc per ser educats sota la fe musulmana (706).
Vers el 706 el govern, que havia exercit Muhàmmad ibn Marwan fou confiat a Abdallah Ibn-Hatim al-Bahili. No obstant Muhàmmad el va conservar nominalment fins al 709 en què fou nomenat el seu nebot Màslama, germà d'Abd-al-Walid.
Va morir el 101 de l'hègira (719/720).